# 第17族元素
第17族元素（だい17ぞくげんそ、フランス語: halogèneアロジェーヌ、英語: halogen ハロジェン）は周期表において第17族に属する元素の総称。フッ素・塩素・臭素・ヨウ素・アスタチン・テネシンがこれに分類される。ただしアスタチンは半減期の長いものでも数時間であるため、その化学的性質はヨウ素よりやや陽性が高いことがわかっている程度である。またテネシンは2009年にはじめて合成されており、証明されていることがさらに少ない。
フッ素、塩素、臭素、ヨウ素は性質がよく似ており、アルカリ金属あるいはアルカリ土類金属と典型的な塩を形成するので、これら元素からなる元素族を古代ギリシア語の「塩」ἅλς háls と、「作る」γεννάω gennáō を合わせ「塩を作るもの」という意味の「halogen ハロゲン」と、18世紀フランスで命名された。これらの任意の元素を表すために化学式中ではしばしば X と表記される。任意のハロゲン単体を X2 と表す。

## 性質

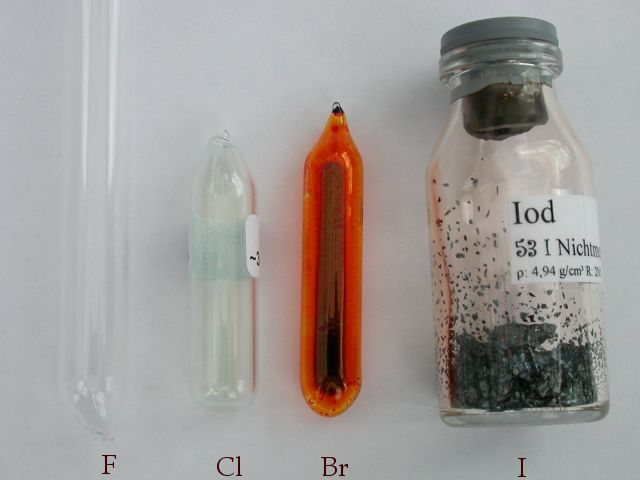
ハロゲン元素単体 X_{2} のサンプル

周期表の一番右側にある貴ガスの左隣の列に位置する。価電子は最外殻のs軌道およびp軌道にある電子である（s軌道は2電子が占有し、p軌道は5個の電子が占有しており一価の陰イオンになる）。
|                                  | フッ素 9F                                | 塩素 17Cl                                | 臭素 35Br                                         | ヨウ素 53I                                        | アスタチン 85At                                            |
| -------------------------------- | ---------------------------------------- | ---------------------------------------- | ------------------------------------------------- | ------------------------------------------------- | ---------------------------------------------------------- |
| 電子配置                         | {\displaystyle {\ce {[He]{}2s^2{}2p^5}}} | {\displaystyle {\ce {[Ne]{}3s^2{}3p^5}}} | {\displaystyle {\ce {[Ar]{}3d^{10}{}4s^2{}4p^5}}} | {\displaystyle {\ce {[Kr]{}4d^{10}{}5s^2{}5p^5}}} | {\displaystyle {\ce {[Xe]{}4f^{14}{}5d^{10}{}6s^2{}6p^5}}} |
| 第1イオン化エネルギー (kJ·mol-1) | 1,681                                    | 1,251                                    | 1,140                                             | 1,008                                             | 930                                                        |
| 電子付加エンタルピー (kJ·mol-1)  | −328                                     | −349                                     | −325                                              | −295                                              | −270                                                       |
| 電子親和力 (kJ·mol-1)            | 340                                      | 365                                      | 342                                               | 303                                               | 298                                                        |
| 電気陰性度 (Allred-Rochow)       | 4.1                                      | 2.83                                     | 2.74                                              | 2.21                                              | -                                                          |
| イオン半径 (X-, pm)              | 133                                      | 181                                      | 195                                               | 216                                               | (〜230)                                                    |
| 共有結合半径 (r(X2)/2, pm)       | 72                                       | 99                                       | 114                                               | 133                                               | (〜140)                                                    |
| van der Waals 半径 (pm)          | 147                                      | 175                                      | 185                                               | 198                                               | -                                                          |
| 融点 (X2, K)                     | 40                                       | 172.16                                   | 265.90                                            | 386.75                                            | (575)                                                      |
| 沸点 (X2, K）                    | 85                                       | 239.10                                   | 332                                               | 458                                               | (610)                                                      |
| 解離エネルギー (X2, kJ·mol-1)    | 155                                      | 243                                      | 193                                               | 151                                               | (〜116)                                                    |
| 水和エネルギー (X-, kJ·mol-1)    | 485                                      | 350                                      | 320                                               | 280                                               | (〜277)                                                    |
| 還元電位† E0 (V)                 | 2.89                                     | 1.40                                     | 1.10                                              | 0.62                                              | (〜0.3)                                                    |

- ( ) 内は推定値
- {\displaystyle {\ce {(^) X2 (aq) + 2 e^- -> 2 X^- (aq)}}}

第17族元素は、原子番号が若いものは非常に反応性に富む。特にフッ素は第一イオン化エネルギーが大きい上、F−F 間の結合距離が短く、それぞれの原子の非共有電子対同士が反発することによって結合エネルギーが小さくなっているために著しく反応性が高く、酸化剤としては最も強い部類のものである。
塩素は水圏に大量に存在する（クラーク数）が、地殻中の存在比ではフッ素>塩素>臭素>ヨウ素である。放射性物質であるアスタチンは、既知の最も長い半減期を持つ質量数210の同位体でも8.3時間しかないため、自然環境中にはほとんど存在せず、質量数218の同位体などがウラン238Uの壊変生成物として定常的に極低濃度、存在するが確認は困難である。一般的に分子量の大きなものほどファンデルワールス力が増大し、常温、常圧でフッ素は薄黄色の気体、塩素は淡黄緑色の気体、臭素は赤褐色の液体、ヨウ素は黒紫色の固体、アスタチンは固体で、ヨウ素、アスタチンの固体は金属光沢を持つ。

## 水素化物
|                                   | フッ化水素 HF                  | 塩化水素 HCl | 臭化水素 HBr    | ヨウ化水素 HI     | アスタチン化水素 HAt |
| --------------------------------- | ------------------------------ | ------------ | --------------- | ----------------- | -------------------- |
| 融点 (℃)                          | −83.5                          | −114.2       | −88.6           | −51.0             |                      |
| 沸点 (℃)                          | 19.5                           | −85.1        | −67.1           | −35.1             |                      |
| 誘電率（液相）                    | 83.6 (0 ℃)                     | 9.3 (−95 ℃)  | 7.0 (−85 ℃)     | 3.4 (-50 ℃)       |                      |
| H−X 結合解離エネルギー (kJ·mol−1) | 567                            | 431          | 366             | 298               |                      |
| H−X 結合距離 (pm)                 | 92                             | 127          | 141             | 161               | 172                  |
| 水溶液                            | フッ化水素酸 弱酸 (pKa = 3.14) | 塩酸 強酸    | 臭化水素酸 強酸 | ヨウ化水素酸 強酸 |                      |

第17族元素の水素化物はハロゲン化水素と呼ばれる。水素とは1対1で結合する化合物しか知られておらず、ハロゲン化水素一般を表す略号として HX と書き表されることが多い。
フッ化水素酸以外のハロゲン化水素は水中では完全電離するものの、その分子自体はそれほど強い極性物質ではない。そして塩化水素、臭化水素、ヨウ化水素の水溶液は完全電離して強酸性を示し、酸の強度は HCl < HBr < HI の順である。
それに対して、液化フッ化水素は水に相当する誘電率と相対的に高い沸点を持ち、水素結合を形成する極性物質である点で特徴的である。また、希薄溶液であってもフッ化水素は水中で完全電離しない。これはイオン半径の小さなものほど水素イオンとの間の静電気力が強くなり、結合が強くなるためである。

## 酸化物・オキソ酸
フッ素以外のハロゲン元素については酸化数として I, III, (IV,) V, VII のいずれかをとり、種々の酸化物とオキソ酸を形成する。しかし、フッ素は酸化数として -I しか取りえず、他のハロゲン元素とは化学的性質が異なる面を持つ。フッ素と酸素の化合物はフッ素酸化物と呼ぶよりは酸素のフッ化物と呼ぶのが適当な性質を有し、いわゆるオキソ酸の構造をもつ物質は HOF （次亜フッ素酸）以外形成しない。
ハロゲン元素の酸化物を次に示す。
| ハロゲン元素の酸化数 | フッ素                                                   | 塩素                             | 臭素                             | ヨウ素                               |
| -------------------- | -------------------------------------------------------- | -------------------------------- | -------------------------------- | ------------------------------------ |
| -I                   | 二フッ化酸素 OF2 二フッ化二酸素 O2F2 二フッ化三酸素 O3F2 |                                  |                                  |                                      |
| +I                   |                                                          | 一酸化二塩素 （亜酸化塩素） Cl2O | 一酸化二臭素 （亜酸化臭素） Br2O | 一酸化二ヨウ素 I2O （単離できない）  |
| +III                 |                                                          | 三酸化二塩素 Cl2O3               | 三酸化二臭素 Br2O3               | 三酸化二ヨウ素 I2O3 （単離できない） |
| +IV                  |                                                          | 二酸化塩素 ClO2                  | 二酸化臭素 BrO2                  |                                      |
| +Iと+VII             |                                                          | 四酸化二塩素 Cl−O−ClO3           |                                  | 四酸化二ヨウ素 I−O−IO3               |
| +V                   |                                                          | 五酸化二塩素 O2Cl−O−ClO2         |                                  | 五酸化二ヨウ素 O2I−O−IO2             |
| +Vと+VII             |                                                          | 六酸化二塩素 Cl2O6               |                                  |                                      |
| +VII                 |                                                          | 七酸化二塩素 Cl2O7               |                                  |                                      |
| その他               |                                                          |                                  | 八酸化三臭素 Br3O8               | 九酸化四ヨウ素 I4O9                  |

また、ハロゲン元素のオキソ酸を次に示す。
| オキソ酸（酸化数）            | フッ素                       | 塩素                                        | 臭素                                       | ヨウ素                                               |
| ----------------------------- | ---------------------------- | ------------------------------------------- | ------------------------------------------ | ---------------------------------------------------- |
| (-I)                          | 次亜フッ素酸 HO-F （不安定） |                                             |                                            |                                                      |
| 次亜ハロゲン酸 HO-X(+I)       |                              | 次亜塩素酸 HO-CI （水溶液、気体として存在） | 次亜臭素酸 HO-Br （単離できず）            | 次亜ヨウ素酸 HO-I （単離できず）                     |
| 亜ハロゲン酸 HO−X=O (+III)    |                              | 亜塩素酸 HO−Cl=O （単離できず）             | 亜臭素酸 HO-Br=O （単離できず）            | 亜ヨウ素酸 HO−I=O （未確認）                         |
| ハロゲン酸 HO−X(=O)2 (+V)     |                              | 塩素酸 HO−Cl(=O)2 （単離できず）            | 臭素酸HO−Br(=O)2 （単離できず）            | ヨウ素酸 HOI(=O)2                                    |
| 過ハロゲン酸 HO−X(=O)3 (+VII) |                              | 過塩素酸 HO−Cl(=O)3                         | 過臭素酸 HO-Br(=O)3 （無水物は単離できず） | （メタ）過ヨウ素酸 HO−I(=O)3 パラ過ヨウ素酸 O=I(OH)5 |

ハロゲンの酸化数を増すに従いハロゲン元素のオキソ酸は次の傾向を示す。
1. 熱不安定性が減少する
2. 速度論的な酸化作用が減少する
3. 酸の強さが増大する

名称が似るが、過ハロゲン酸は過酸ではなく通常の最高酸化状態のオキソ酸である。

## ハロゲン間化合物
また、異なるハロゲン元素が結合した化合物を形成し、それらはハロゲン間化合物と呼ばれる。
代表的なものに、以下のものが知られている。
- フッ化塩素 ClF
- 三フッ化塩素 ClF3
- 五フッ化塩素 ClF5
- 三フッ化臭素 BrF3
- 五フッ化臭素 BrF5
- 一塩化臭素 BrCl
- 五フッ化ヨウ素 IF5
- 七フッ化ヨウ素 IF7
- 一塩化アスタチン AtCl
- 一臭化アスタチン AtBr
- 一ヨウ化アスタチン AtI

また、複数のハロゲン元素が結合してイオンとなったものをポリハロゲン化物イオン（陰イオンの場合）、ポリハロゲニウムイオン（陽イオンの場合）と呼ぶ。ハロゲンアニオンはハロゲン単体と結合して ICl2−, BrF4−, I3−, I5−, I7− などを生成することが知られている。またハロゲン間化合物の溶融物は電気伝導性を示すものがあり、それらは自己イオン化によりポリハロゲニウムイオンが生成している。
{\displaystyle {\ce {3IX <=> (I-X-I)^+ + IX2^- (X = Cl, B)}}}
なお、ハロゲン間化合物は消防法第2条第7項及び別表第一第6類4号、危険物の規制に関する政令第1条により危険物第6類に指定されている。

## 有機ハロゲン化物
有機ハロゲン化物とは、狭義ではハロゲン化アルキル、ハロゲン化アリールなど、炭化水素の水素がハロゲン原子で置き換わった化合物を指す。広義ではハロゲンを含む有機化合物を意味し、ハロゲン化アシルやハロゲン酸を含む。
有機ハロゲン化物に含まれる炭素-ハロゲン結合はハロゲンの高い電気陰性度のために分極している。そのため、炭素原子を陰イオンなど求核剤が攻撃しやすい。しかしながら、ハロゲン化アリールなど sp2炭素にハロゲンが結びついた基質においては、立体的な要因によりこのような反応が起こりにくい。詳細は 求核置換反応、芳香族求核置換反応 を参照。

## ハロゲン化鉱物
鉱物学において、金属元素とハロゲン元素とが結合している鉱物をハロゲン化鉱物（ハロゲンかこうぶつ、英: halide mineral）という。岩塩 (NaCl)、蛍石 (CaF2) などがある。